# Harry Laidlaw
Harry Laidlaw (* 1. März 1996 in Melbourne) ist ein australischer Skirennläufer und ehemaliger Freestyle-Skier. Als Alpiner Skirennläufer startet er hauptsächlich im Riesenslalom, vereinzelt aber auch in anderen Disziplinen. Als Freestyle-Skier war er im Skicross aktiv.

## Karriere
Laidlaw gab sein internationales Renndebüt am 3. August 2011 bei einem FIS Slalom am Mount Buller. Zu Beginn seiner Karriere startete er sowohl als bei alpinen Skirennen, als auch Bewerben im Skicross.
Sein erstes internationales Großereignis bestritt er wenige Monate später bei den ersten Olympischen Jugend-Winterspielen in Innsbruck, wo er sowohl im Ski Alpin als auch im Freestyle-Skiing an den Start ging. Während er im Ski Alpin lediglich einen 17. Platz im Slalom erreichte, verpasste er als Vierter im Skicross nur knapp eine Medaille.
In den darauffolgenden Jahren konzentrierte sich Laidlaw auf seine Karriere als Alpiner Skirennläufer und startete nur noch vereinzelt bei Bewerben im Skicross. Hauptsächlich nahm er an Alpinen FIS-Rennen in den USA und Neuseeland teil. 
Bei seinen ersten Juniorenweltmeisterschaften im Jahr 2015 in Hafjell schied er jedoch sowohl im Riesenslalom als auch im Slalom aus. Seine ersten Weltmeisterschaften bestritt er zwei Jahre später in St. Moritz, wobei er auch hier kein zählbares Ergebnis erreichte, bei seinem einzigen Start im Super-G schied er aus. Im selben Jahr gewann er seinen ersten australischen Meistertitel im Riesenslalom. 2018 startete Laidlaw erstmals bei Olympischen Winterspielen. Auch hier erreichte er nicht das Ziel, im Riesenslalom wurde er disqualifiziert. 
Am 9. März 2019 gab Laidlaw beim Riesenslalom in Kranjska Gora sein Debüt im Weltcup, schied dabei jedoch im ersten Durchgang aus. Seine erste Platzierung bei einem internationalen Großereignis gelang ihm bei den Weltmeisterschaften des gleichen Jahres in Åre. Er belegte den 37. Rang im Super-G.
Am 8. Februar 2022 gewann Laidlaw sein erstes Rennen auf kontinentaler Ebenen. Er gewann den Nor-Am Cup Riesenslalom am Whiteface Mountain.
Seine bisher beste Platzierung bei einem internationalen Großereignis erzielte er bei den Weltmeisterschaften 2023 in Courchevel bzw. Méribel als er im Riesenslalom Platz 25 erreichte.
Im September 2024 erlitt Laidlaw einen Bandscheibenvorfall, woraufhin er die Saisonvorbereitung abbrechen musste.

## Erfolge

### Ski Alpin

#### Olympische Winterspiele
- Pyeongchang 2018: DSQ Riesenslalom

#### Weltmeisterschaften
- St. Moritz 2017: DNF Super-G
- Åre 2019: 37. Super-G, DNF Riesenslalom
- Courchevel/Méribel 2023: 25. Riesenslalom, DNQ Parallelrennen

#### Australian New Zealand Cup
- Eine Platzierung unter den besten 10

#### Juniorenweltmeisterschaften
- Hafjell 2015: DNF Riesenslalom, DNF Slalom
- Sotschi 2016: 40. Super-G, DNF Riesenslalom, DNF Slalom, DNF Alpine Kombination

#### Olympische Jugend-Winterspiele
- Innsbruck 2012: 17. Slalom, DNF Super-G, DNF Riesenslalom, DNF Super-Kombination

#### Europacup
- 3 Platzierungen unter den besten 5, davon ein Podestplatz

#### Nor-Am Cup
- Saison 2021/22: 3. Riesenslalomwertung, 15. Gesamtwertung.
- 4 Podestplätze, davon 3 Siege

| Datum            | Ort                | Land               | Disziplin    |
| ---------------- | ------------------ | ------------------ | ------------ |
| 8. Februar 2022  | Whiteface Mountain | Vereinigte Staaten | Riesenslalom |
| 9. Februar 2022  | Whiteface Mountain | Vereinigte Staaten | Riesenslalom |
| 14. Februar 2022 | Burke Mountain     | Vereinigte Staaten | Riesenslalom |

#### South American Cup
- 2 Platzierungen unter den besten 15

#### Weitere Erfolge
- Australischer Meister im Riesenslalom 2017
- 4 Siege bei FIS-Rennen

### Skicross

#### Australian New Zealand Cup
- 4 Platzierungen unter den besten 10

#### Olympische Jugend-Winterspiele
- Innsbruck 2012: 4. Skicross